# Krupp Protze
A Krupp Protze egy hatkerekű német teherautó és tüzérségi vontató volt, melyet a német haderő használt a második világháborúban.

## Történet
Németországban hiány mutatkozott erős, terepjáró képességű teherautókra. 1929-ben a Krupp vállalat a sikeresnek mondható 3 tengelyes L3 széria alapján kidolgozott egy 1 tonnás könnyű tehergépkocsit. A gépjármű kisméretű motort kapott, ám könnyű súlya miatt így is mozgékony maradt. Az L2 H43 nevű teherautó, mivel mindkét hátsó tengelye hajtotta, jó terepjáró képességűnek számított a maga korában. Kis kapacitását ellensúlyozta alacsony fogyasztása.
A hadsereg több változatot rendszeresített. Ilyen volt az univerzális alvázon készült nehéz terepjáró gépkocsi és a 8 fő szállítására alkalmas rajszállító. 1936-ban egy erősebb 60 lóerős motort kapott mellyel már 70 km/h-t is el tudott érni. A vonóhorog megerősítése után a jármű alkalmas lett lövegek vontatására. Az új jármű az L2 H143 nevet kapta. A Wehrmacht-nál nagy számban kezdték alkalmazni, főleg raj tehergépkocsinak vagy a 3,7 cm PaK 35 páncéltörő lövegek vontatására. A háború előtt kialakítottak egy rádiós parancsnoki változatot mely azonos alvázra készült, mint a teherkocsi, de felépítménye inkább terepjáró gépkocsikra hasonlított. A vezetőn kívül 5 fő részére nyújtott viszonylag kényelmes helyet. Vonóereje elérte a 700 kg-ot. Vontatmánya úton 1000 kg, terepen 600 kg lehetett. A háború kezdetén még korszerűnek volt nevezhető, de későbbiekben az Opel Blitz típusok mellett nem tudott érvényesülni. A tüzérség fejlődésével egyre kisebb szerepet kaptak a kis teljesítményük miatt „kopogtatónak” csúfolt 3,7 cm-es lövegek. Csapatok szállítására pedig ekkor már a nagyobb terhelhetőségű típusokat használtak. A korszerűsített jármű gyártását 1943-ban abbahagyták. Addig több, mint 7000 darab készült a különböző változatokból. A járművet a háború másik felében ott használták, ahol tudták, vagy ahol hiány volt a modernebb típusokból. Sokat importáltak a szövetségeseiknek, köztük Magyarország 1936-ban 72 darabot vett.
Az L2 H143 jármű alapján készült az Sd.Kfz. 247 jelű páncélgépkocsi. Ebből csupán 20 darab készült 1937-ben. Gyenge páncélzata és fegyverzete miatt nem tervezték a sorozatgyártást.

## Alkalmazás
Igazán a lengyel hadjáratban élték fénykorukat. Mozgékonyságuk, terepjáró képességük tökéletesen megfeleltek a célnak. Nagy hatótávolságuk (úton 400 km) miatt a gyorsan haladó alakulatok egyik pillérje lett. A háború korai szakaszában gyakran hevenyészett önjáró lövegként szolgált, mivel sokszor a platóra helyezték a vontatott 3,7 cm-es löveget. Ezek a „páncélvadászok” nagyon kicsi hatásfokúak voltak a gyenge ágyú, és a páncélzat teljes hiánya miatt. Néha kisebb légvédelmi fegyvereket is vontattak és a lövegekhez hasonlóan olykor ezeket is feltették a járműre. A hadvezetés felismerte, hogy a lövész alakulatok szállítására a teherautók nem igazán alkalmasak, így a féllánctalpasokra helyezték a hangsúlyt. A franciaországi hadjárat alatt és után fokozatosan csökkent a könnyű páncéltörő lövegek száma. A járműnek a kegyelemdöfést az oroszországi sár adta. A hadjárat idején vonóereje és terepjáró képessége elégtelennek bizonyult. A 3,7 cm-es lövegek 1943-ra eltűntek a frontokról és velük együtt az L2-esek is. Parancsnoki és rajszállító példányai olykor-olykor még előfordultak. Hátországi alkalmazásuk azonban a háború végéig folyt. A háború vége felé gyakran használták orvosi vagy légvédelmi fényszórós járműként.

## Változatok
- Kfz. 19 – Telefonos változat
- Kfz. 21 – Parancsnoki jármű
- Kfz. 61 – Rádiós, parancsnoki nagy terepjáró személygépkocsi
- Kfz. 68 – Rádiópózna szállító
- Kfz. 69 – A 3,7 cm PaK 36 páncéltörő ágyú vontatója
- Kfz. 70 – Rajszállító
- Kfz. 81 – A 2 cm FlaK légvédelmi gépágyú lőszerszállító változata
- Kfz. 83 – Könnyű befogófényszórós tehergépkocsi
- Sd.Kfz. 247 – Páncélgépkocsi, mindössze 20 darab készült

## Galéria

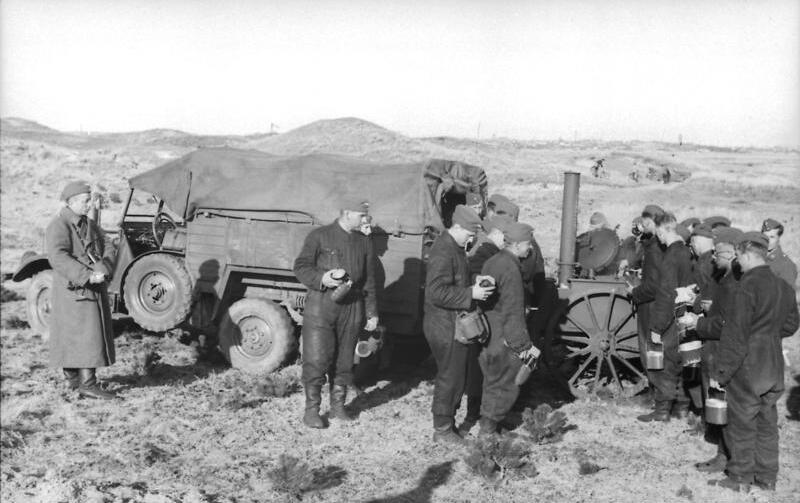
Krupp Protze egy tábori konyhával élelmiszerosztás közben Dániában.
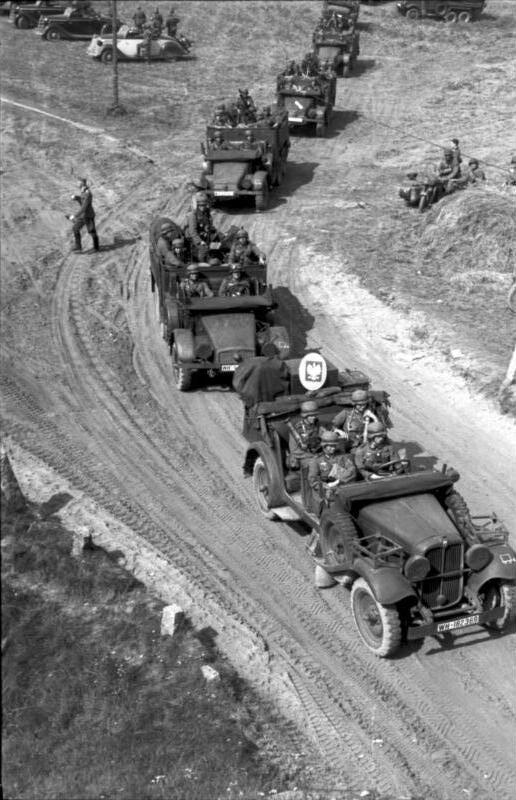
Motorizált Német csapatok oszlopa Lengyelország inváziója során.
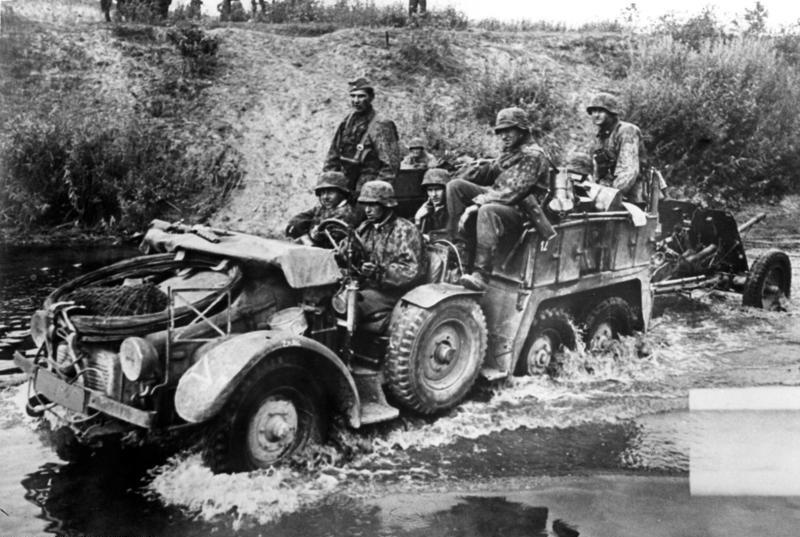
Krupp Protze Sd.kfz. 69, SS Tottenkopf Divízió motorizált egysége, 1941 szeptemberében.
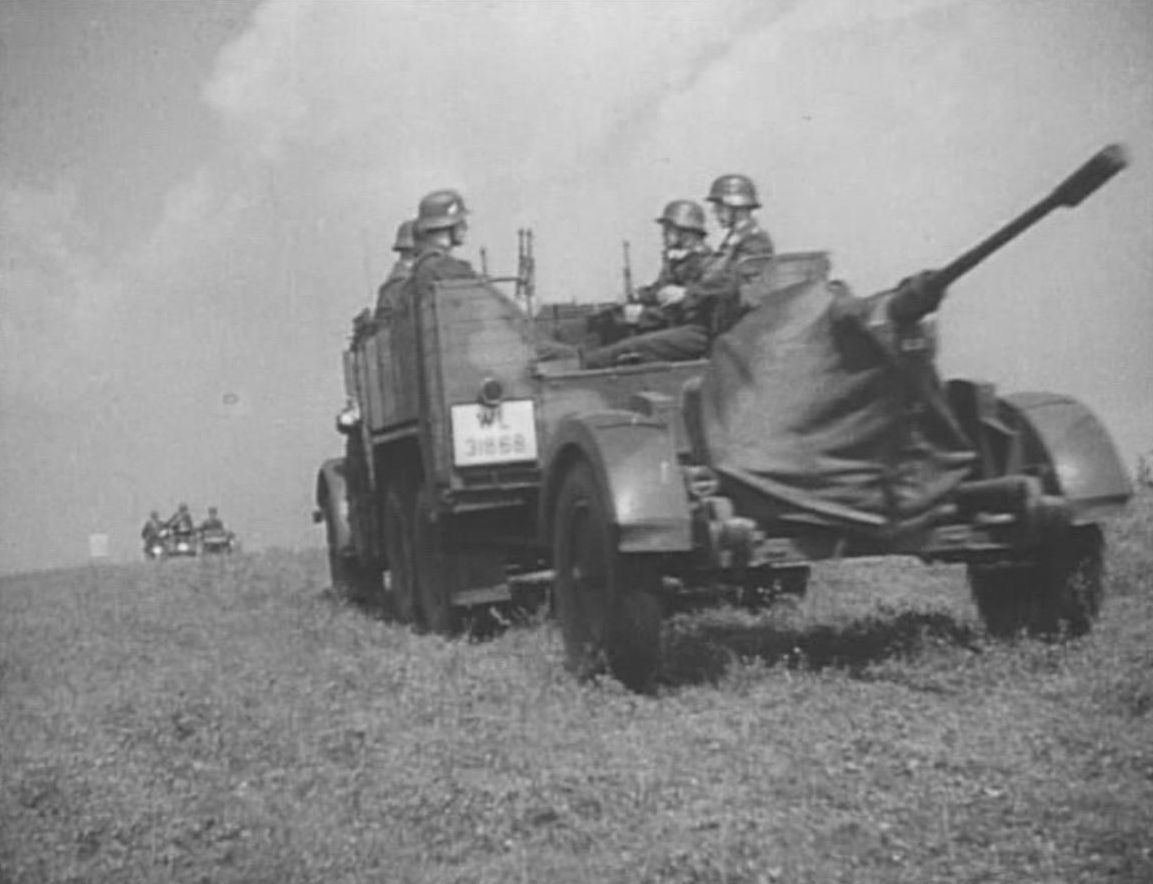
Krupp Protze Kfz.81 egy 20mm-es flak 30/38 vontatása közben.
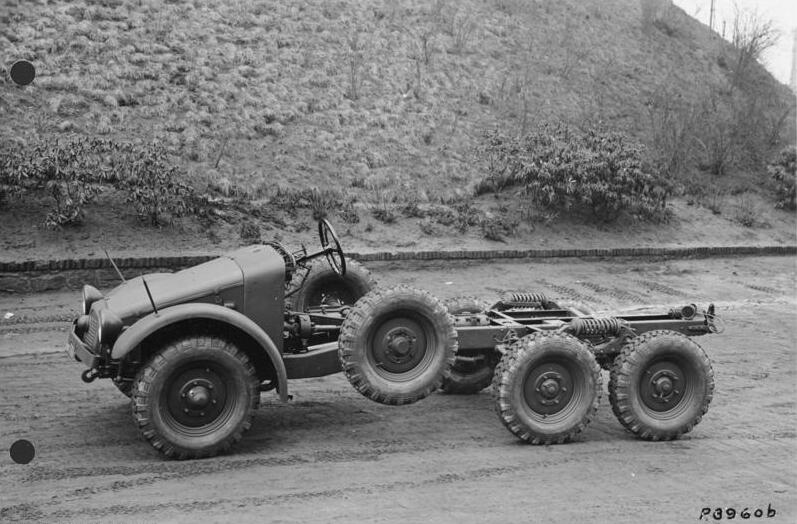
Krupp Protze szerkezete.
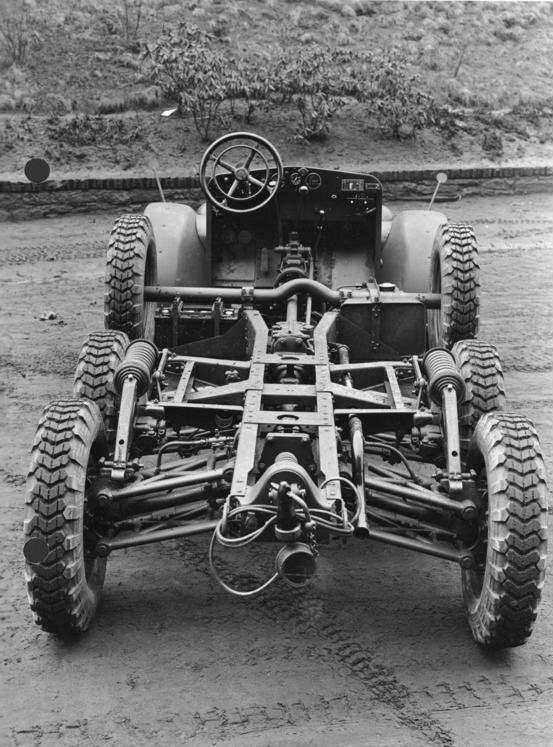
Krupp Protze alváza.